# Димитрије Ђ. Димитријевић
Димитрије Ђ. Димитријевић (Јабуковац, 10. март 1881 - Београд, 3. новембар 1935) био је учитељ и уредник Школског покрета.

## Биографија
Завршио је пет разреда гимназије и учитељску школу у Јагодини 1902. године. Септембра исте године постављен је за заступника учитеља у Малој Јасикови, али је августа 1903. године отишао на одслужење војног рока. Септембра 1904. постављен је за заступника учитеља у Кобишници, а крајем новембра је премештен у Буковчу. Наредне године добио је службу у Мокрању, а 1909. у Кленовцу. Године 1913. премештен је у Видровац, где је наставио са радом и после рата, до средине 1920. године када је прешао у Лесковац. Накратко је пребачен у Александровац Жупски, али се вратио и остао у Лесковцу до 1923. када је прешао у Београд где је и пензионисан 1930. године.
Написао је бројне педагошке и литерарне радове, а за време учитељевања у Лесковцу поверена му је улога уредника часописа Школски покрет о чијем је издавању одлучила Секција у Лесковцу Врањског окружног учитељског друштва на збору одржаном 7. априла 1921. године.